# Trichilia silvatica
Trichilia silvatica är en tvåhjärtbladig växtart som beskrevs av C. Dc.. Trichilia silvatica ingår i släktet Trichilia och familjen Meliaceae. Inga underarter finns listade i Catalogue of Life.